# Conte di Carrick
Il Conte di Carrick era a capo del contado di Carrick situato in Scozia, oggi parte dell'Ayrshire Meridionale.

## Storia
Di esso si ha la prima menzione quando Donnchadh, figlio di Gille Brigte di Galloway (morto nel 1185) divenne Mormaer, o Conte, di Carrick come compensazione per la perdita della Signoria di Galloway. Il titolo venne ricreato diverse volte fra i Pari di Scozia.
Una delle nipoti di Donnchadh, Marjorie, Contessa di Carrick (1253circa-poco prima del 9 novembre 1292), sposò Robert Bruce, VI signore di Annandale, che divenne conte di Carrick iure uxoris (luglio 1243-poco prima del 4 marzo 1304) e insieme ebbero diversi figli fra cui Robert Bruce, il futuro Roberto I di Scozia. Quando egli salì al trono il titolo di Conte di Carrick fu assorbito dalla corona.
Quando il contado venne ricreato fu specificato che esso non sarebbe stato ereditario, ma che sarebbe tornato alla corona alla morte del suo detentore, in questo modo esso tornò entro il seno reale diverse volte, o perché il conte diveniva o re o perché spirava.
Nel 1469 il parlamento scozzese emanò un atto secondo il quale il titolo di Conte di Carrick sarebbe andato al primogenito ed erede del re insieme al titolo di Duca di Rothesay. A seguito dell'unione dei regni di Inghilterra e Scozia con la salita al trono di Giacomo I d'Inghilterra, si decise che esso sarebbe andato all'erede al trono di Inghilterra e Scozia. Nel 1707 con l'avvento del Regno di Gran Bretagna il contado andò in eredità all'erede del titolo di Re di Gran Bretagna e lo stesso avvenne quando nel 1801 si creò il titolo di re del Regno Unito.
Attualmente il titolo di Conte di Carrick è ad appannaggio di William, principe del Galles, figlio di Carlo III e suo erede.
Giacomo I d'Inghilterra il 22 luglio 1628 creò Conte di Carrick John Stewart, figlio di Robert Stewart, I conte delle Orcadi (1533-4 febbraio 1594), il quale era un figlio illegittimo di Giacomo V di Scozia, nonno di Giacomo I. Nel 1632 gli venne data la proprietà dell'isola di Eday dove egli costruì una magione qualche tempo dopo. Quando John Stewart morì senza eredi nel 1652 il titolo si estinse.

## Casa di Mac Fearghuis
- Gille Brigte di Galloway (morto nel 1185), regnò senza titolo comitale
- Donnchadh, conte di Carrick
- Niall, conte di Carrick (morto nel 1256)
- Marjorie, Contessa di Carrick (1253circa-poco prima del 9 novembre 1292)

## Casa dei Bruce
- Roberto I di Scozia
- Edward Bruce
- Davide II di Scozia
- Alexander Bruce, Conte di Carrick (morto nel 1333)

## Casa degli Stewart
- Roberto III di Scozia
- David, Stewart, Duca di Rothesay (24 ottobre 1378-26 marzo 1402)
- Giacomo I di Scozia

per i futuri conti vedere il Duca di Rothesay

## Conte di Carrick (creato nel 1628)
- John Stewart, Conte di Carrick

alla sua morte nel 1652 il titolo si estingue e torna alla corona